# 道の駅花街道付知
道の駅花街道付知（みちのえき はなかいどうつけち）は、岐阜県中津川市付知町にある国道256号の道の駅である。

## 概要
1990年（平成2年）、当時の恵那郡付知町に「裏木曽花街道センター」として開業。1991年（平成3年）から1992年（平成4年）にかけて、当施設を含む岐阜・栃木・山口の3県12か所が「道の駅」の社会実験として参加。実験終了を経て、1993年（平成5年）に「道の駅花街道付知」として登録された。なお、この社会実験参加施設で道の駅として登録されたのは、当駅と道の駅阿武町（山口県阿武郡阿武町）の2駅のみとなっている。
道の駅登録後の1995年（平成7年）に駅舎が完成。駅舎は、樹齢300年以上になる天然の檜を柱に使用している。

## 施設
- 駐車場
  - 普通車：214台[4]
  - 大型車：8台[4]
  - 身障者用：2台[4]
- トイレ
  - 男：大 6器（4器）、小 15器（8器）
  - 女：15器（8器）
  - 身障者用：2器（1器）

※（）内は24時間使用可能

駅舎（裏木曽花街道センター）内
- 売店（9:00 - 18:00）[4]
- レストラン（9:00 - 16:00、冬季は9:30 - 16:00）
- 付知峡総合観光案内所（9:00 - 17:00、株式会社付知町観光協会運営）
- なかつがわ　森の木遊館

駅舎外
- 農産物直売所（8:00 - 16:30、株式会社つけち農産物直売所運営）
- 花街道付知楽市楽座（営業時間は店舗により異なる）
- ローソン 道の駅 花街道付知店（コンビニエンスストア、24時間営業）[4]
- 遊具コーナー
- 裏木曽街道公園
  - 屋外ステージ
  - イベント広場[4][5]

### 管理団体
- 設置者：中津川市
- 指定管理者：一般財団法人付知町振興公社（裏木曽花街道センター・花街道付知楽市楽座）[7]

## 休館日
- 第1・3火曜日（祝日の場合は翌日）[4]
- 年末年始[4]

## アクセス
- 国道256号 - 登録路線[3]
  - 国道257号 - 重複区間
- 中央自動車道 中津川ICより約35分。

かつては高速バスのバス停が併設されており、京王バス東・濃飛バスが2004年（平成16年）10月15日から2008年（平成20年）7月5日まで運行していた、新宿 - 下呂温泉間を結ぶ高速バスの上下2便ずつが停車していた。

## 周辺
- 付知峡
- 付知峡倉屋温泉おんぽいの湯 - 当駅から約5kmの位置にある[4]。